# Judäa und Samaria
Judäa und Samaria (hebräisch מְחוֹז יְהוּדָה וְשׁוֹמְרוֹן Mechos Jehuda we'Schomron, englisch Judea and Samaria) ist die israelische Bezeichnung für das Westjordanland. Sie wird in den offiziellen Statistiken für die Gebiete des Westjordanlands und die darin errichteten israelischen Siedlungen verwendet, die nicht von Israel zu einem Teil von Jerusalem erklärt und annektiert wurden.
Das 5878 Quadratkilometer (davon 220 km² Wasser) große Gebiet wurde im Sechstagekrieg (1967) von Jordanien und der arabischen Koalition verloren und steht seither unter israelischer Militärverwaltung. Es hat eine Gesamtbevölkerung von 2.835.000 Menschen (2015). Die jüdischen Bewohner, deren Zahl Ende 2010 etwas über 400.000 betrug, besitzen in der Regel die israelische Staatsbürgerschaft und unterstehen israelischem Militär- und Zivilrecht. Für die lokalen Angelegenheiten der jüdischen Siedler sind die Stadtverwaltungen, Regional- und Lokalverbände zuständig. Die palästinensische Bevölkerung, etwa zwei Millionen, wird in den israelischen Statistiken Judäa und Samarias nicht erfasst. 18 % des Gebietes untersteht palästinensischer Selbstverwaltung (welche selbst stark abhängig von der besetzenden israelischen Regierung ist, welche die Steuern bezieht und an die PA transferiert); 22 % ist unter palästinensischer Zivilverwaltung und israelischer Sicherheitskontrolle und 60 % sind unter militärrechtlicher Zivilverwaltung. Die unterschiedliche Rechtslage zwischen palästinensischen Bewohnern und israelischen Siedlern wird von leitenden Menschenrechtsorganisationen wie Amnesty International und der israelischen Organisation B'Tselem als Apartheid bezeichnet.
Die Bezeichnungen Jehuda und Schomron gehen auf die jüdische Bibel zurück. Als Jehuda (griechisch und lateinisch Judäa) werden in der jüdischen Bibel Gebiete südlich von Jerusalem bezeichnet, als Schomron (griechisch und lateinisch Samaria) Gebiete nördlich der Stadt. Judäa und Samaria als Bezeichnung für die ganze Region ist in der christlichen Bibel belegt.
Das Gebiet Judäa und Samaria ist nicht Teil des Staates Israel. Es hat nach Völkerrecht seit dem Ende des Ersten Weltkriegs keinen legitimen Status einer Staatszugehörigkeit mehr und hat seitdem auch keinen Status als eigenständiges Staatsgebilde entwickelt. Im UN-Teilungsplan von 1947 war das Gebiet der arabischen Mehrheitsbevölkerung als Teil des in Palästina zu schaffenden arabischen Staates angeboten, von dieser wegen ihrer Beanspruchung des gesamten Gebiets Israels aber abgelehnt worden. Das Gebiet wurde 1948 von Jordanien annektiert und stand bis zum Sechstagekrieg im Juni 1967 unter jordanischer Militärverwaltung. Nach dem Völkerrecht wird es heute weiterhin als besetztes Gebiet aufgefasst (nun von Israel besetzt), Jordanien hat 1988 auf seine eventuellen Ansprüche auf das Gebiet zu Gunsten der PLO verzichtet.
Nach internationalem Recht aufgrund der Entscheidungen des Internationalen Gerichtshofs und der Vereinten Nationen ist das Gebiet von Israel besetzt und die entstandenen israelischen Siedlungen sind illegal. Auch das israelische Oberste Gericht betrachtet das Westjordanland als „besetzt“, auch wenn die israelische Regierung dies nicht anerkennt. Nach vorheriger Absprache mit der neuen US-Regierung unter Donald Trump beschloss die Knesset am 6. Februar 2017 das sogenannte Regulierungsgesetz, womit 4000 jüdische Wohnungen in Judäa und Samaria nach israelischem Recht legalisiert werden. Das Gesetz wurde 2020 vom Obersten Gerichtshof Israels für verfassungswidrig erklärt.
Laut dem (rechtlich nicht bindenden) Gutachten zu den rechtlichen Folgen von Israels Besatzungspolitik von 2024 des Internationalen Gerichtshofs ist die Besetzung seit 1967 völkerrechtswidrig. Die auf dem Gutachten basierende Resolution ES-10/24 der UN-Generalversammlung vom 18. September 2024 fordert Israels Rückzug aus den besetzten Gebieten innerhalb eines Jahres.

## Geografie
Das heute in Israel als Judäa und Samaria bezeichnete Gebiet liegt westlich des Jordans und erstreckt sich über 5860 Quadratkilometer. Es erstreckt sich von Norden nach Süden über eine Länge von 120 Kilometern und hat eine durchschnittliche Breite von 40 Kilometern. Der tiefste Punkt liegt 408 Meter unter dem Meeresspiegel, der höchste auf 1022 Metern (Tall Asur). Es besteht aus in Nord-Süd-Richtung verlaufenden Kalkstein Hügeln, nördlich von Jerusalem als samarische, südlich als Judäische Hügel und Judäische Wüste bezeichnet, mit einer durchschnittlichen Höhe von rund 800 Metern, die im Osten zum Jordangraben und zum Toten Meer abfallen, sowie dem Jordantal. Die westlichen und südlichen judäischen Hügel gehören nicht zum Gebiet von Judäa und Samaria, sondern sind Teil des Staates Israel seit 1948.

## Gliederung
Das Gebiet ist in acht militärische Administrationseinheiten unterteilt, die die Regionen um die größeren palästinensischen Ortschaften umfassen und mit hebräischen, meist biblischen Namen bezeichnet werden. Mitte 2011 gab es 224 jüdische Siedlungen, davon etwa hundert, die nach israelischem Recht illegal sind. Die Siedlungen sind mit Ausnahme von Ostjerusalem und seiner Umgebung, das von Israel annektiert wurde, in sechs Regionalverwaltungen, dreizehn Gemeindeverwaltungen und vier Stadtverwaltungen organisiert.
| Militärische Administrationseinheiten | Regionalverwaltungen: Mo'azot Asoriot מוֹעָצוֹת אֵזוֹרִיּוֹת (מועצות אזוריות) | Gemeindeverwaltungen: Mo'azot Mekomiot מוֹעָצוֹת מְקוֹמִיּוֹת (מועצות מקומיות ) | Stadtverwaltungen: Irijot עִירִיּוֹת (עיריות) |
| --- | --- | --- | --- |
| - Menasche (Jenin und Umgebung) - HaBik’a (Jordantal) - Schomron (Nablus und Umgebung) - Efrajim (Tulkarm und Umgebung) - Binjamin (Ramallah/al-Bireh und Umgebung) - Maccabim (Maccabim und Umgebung) - Gusch Etzion (Bethlehem und Umgebung) - Jehuda (Hebron und Umgebung) | - Gusch Etzion מוֹעָצָה אֲזוֹרִית גּוּשׁ עֶצְיוֹן (מועצה אזורית גוש עציון) - Har Hevron מוֹעָצָה אֲזוֹרִית הַר חֶבְרוֹן (מועצה אזורית הר חברון) - Mate Binjamin מוֹעָצָה אֲזוֹרִית מַטֶּה בִּנְיָמִין (מועצה אזורית מטה בנימין) - Megilot מוֹעָצָה אֲזוֹרִית מְגִילּוֹת יַם הַמֶּלַח (מועצה אזורית מגילות ים המלח) - Schomron מוֹעָצָה אֲזוֹרִית שׁוֹמְרוֹן (מועצה אזורית שומרון) - Bik’at HaJarden מוֹעָצָה אֲזוֹרִית בִּקְעַת הַיַּרְדֵּן ( מועצה אזורית בקעת הירדן) | - Alfe Menasche מוֹעָצָה מְקוֹמִית אַלְפֵי מְנַשֶּׁה (מועצה מקומית אלפי מנשה) - Bet Arje-Ofarim מוֹעָצָה מְקוֹמִית בֵּית אַרְיֵה-עֳפָרִים (מועצה מקומית בית אריה-עופרים) - Bet El מוֹעָצָה מְקוֹמִית בֵּית אֵל (מועצה מקומית בית אל) - Efrat מוֹעָצָה מְקוֹמִית אֶפְרָת ( מועצה מקומית אפרת) - Elkana מוֹעָצָה מְקוֹמִית אֶלְקָנָה (מועצה מקומית אלקנה) - Giwat Seew מוֹעָצָה מְקוֹמִית גִּבְעַת זְאֵב (גבעת זאב) - Har Adar מוֹעָצָה מְקוֹמִית הַר אֲדָר (מועצה מקומית הר אדר) - Immanuel מוֹעָצָה מְקוֹמִית עִמָּנוּאֵל (מועצה מקומית עמנואל) - Karnei Schomron מוֹעָצָה מְקוֹמִית קַרְנֵי שׁוֹמְרוֹן (מועצה מקומית קרני שומרון) - Kedumim מוֹעָצָה מְקוֹמִית קְדוּמִים ( מועצה מקומית קדומים) - Kirjat Arba מוֹעָצָה מְקוֹמִית קִרְיַת־אַרְבַּע (מועצה מקומית קריית ארבע) - Ma'ale Efraim מוֹעָצָה מְקוֹמִית מַעֲלֵה אֶפְרַיִם (מועצה מקומית מעלה אפרים) - Oranit מוֹעָצָה מְקוֹמִית אֳרָנִית (מועצה מקומית אורנית) | - Ariel אֲרִיאֵל (אריאל) - Betar Illit בֵּיתָר עִלִּית (ביתר עילית) - Ma'ale Adumim מַעֲלֵה אֲדֻמִּים (מעלה אדומים) - Modi’in Illit מוֹדִיעִין עִלִּית (מודיעין עילית) |

## Verwaltung
Das Gebiet steht unter Militärverwaltung und untersteht dem Zentralkommando (Westjordanlanddivision) der israelischen Streitkräfte. Der Militärverwaltung, die als Zivilverwaltung (englisch civil administration) bezeichnet wird, ist de facto nur die palästinensische Mehrheit der Bevölkerung unterstellt, während für die jüdische Minderheit in den israelischen Siedlungen ziviles israelisches Recht gilt, das auch in Israel innerhalb der grünen Linie durchgesetzt werden kann. Für lokale Angelegenheiten sind die Regionalverbände und die jeweiligen Stadt- und Lokalverwaltungen zuständig.

## Bezeichnungen
In der hebräischen Bibel wird Jehudah (griechisch und lateinisch Judäa), die Bezeichnung des Siedlungsgebietes des Stammes Juda und des gleichnamigen Königreichs, auf den Namen von Gebieten südlich von Jerusalem zurückgeführt (Jos 20,7 ; 21,11 ). Schomron (griechisch und lateinisch Samaria), die Bezeichnung für Gebiete nördlich der Stadt Jerusalem, geht auf die Hauptstadt des kurzlebigeren Nordreiches Israel zurück, die der biblischen Überlieferung nach auf Land errichtet wurde, das von einem gewissen Schemer erworben worden war (1 Kön 16,24 ). Unter der römischen Herrschaft bildeten Judäa und Samaria mit Galiläa die drei Verwaltungseinheiten, in die Palästina eingeteilt war. Entsprechend ist die Bezeichnung Judäa und Samaria im Neuen Testament belegt (Apg 1,8 ). Geographisch entspricht diese antiken Bezeichnung der heute so genannten östlichen Hügelregion nur ungenau.
Als hebräische Bezeichnung dieser Region etablierte sie sich ab dem 19. Jahrhundert bei zionistischen Immigranten. Ähnlich war im UNO-Teilungsplan für Palästina von 1947 das östlich Gelegene der drei für den arabischen Staat vorgesehenen Gebiete als „das Hügelland von Samaria und Judea“ (englisch: „the hill country of Samaria and Judea“) bezeichnet worden.
Mekhoz Yehuda ve'ha'Shomron ist in Israel seit kurz nach dem Sechstagekrieg im Juni 1967 die offizielle Bezeichnung für das Gebiet. Sie wurde anfänglich selten verwendet und hat sich erst ab 1977, nachdem die Likud-Partei die Macht übernommen hatte, in Israel zuerst im rechten politischen Spektrum und später auch darüber hinaus durchgesetzt. Im Deutschen wird die Bezeichnung Westjordanland, manchmal auch Westbank, im Englischen West Bank verwendet. Die nach internationalem Recht korrekte Bezeichnung, die von der Staatengemeinschaft und den internationalen Organisationen, einschließlich der USA, UNO und EU, in offiziellen Dokumenten verwendet wird, lautet Die besetzten palästinensischen Gebiete (englisch The Occupied Palestinian territory/territories, eigentlich The Palestinian territory occupied since 1967), wozu auch das von Israel annektierte Ostjerusalem gehört. Die israelische Regierung bestreitet, dass es sich um besetztes Gebiet handelt, und anerkennt nur die Anwendbarkeit der Haager Konventionen, nicht aber der Vierten Genfer Konvention auf das Gebiet.
2025 kam die Bezeichnung erneut in Diskussion, nachdem US-amerikanische Politiker wiederholt den Gesetzesentwurf eingebracht hatten, das Westjordanland auch in den USA als „Judäa und Samaria“ zu bezeichnen, mit dem erklärten Ziel, die „unerhörte Verwirrung hinsichtlich des echten Namens“ der Region zu beseitigen und israelische Souveränitätsansprüche zu unterstreichen. Einige Nahost-Experten wie Omer Bartov und Richard Falk bezeichneten die Verwendung des Begriffs daraufhin als politisch motiviert.